# Cogeas Mettler Pro Cycling Team/Saison 2019
Dieser Artikel beschreibt die Mannschaft und die Siege des Radsportteams Cogeas Mettler Pro Cycling Team in der Saison 2019.

## Mannschaft
| Teamkader 2019                    | Teamkader 2019     | Teamkader 2019     | Teamkader 2019                                    |
| Name                              | Geburtsdatum       | Land               | Vorheriges Team                                   |
| --------------------------------- | ------------------ | ------------------ | ------------------------------------------------- |
| Evgenia Mudraya                   | 22. Januar 1988    | Russland           | RusVelo (2013)                                    |
| Gulnaz Khatuntseva                | 21. April 1994     | Russland           |                                                   |
| Renata Baymetova                  | 9. August 1998     | Usbekistan         | Alasayl Cycling Team (2018)                       |
| Antri Christoforou                | 2. April 1992      | Zypern             | Servetto Giusta (2017)                            |
| Olga Deyko                        | 23. Dezember 1995  | Russland           |                                                   |
| Karina Kasenova                   | 5. Juni 1998       | Russland           |                                                   |
| Alina Khakimova                   | 25. September 1997 | Usbekistan         |                                                   |
| Ekaterina Knebeleva               | 13. Dezember 1996  | Usbekistan         | Alasayl Cycling Team (2018)                       |
| Amber Neben                       | 18. Februar 1975   | Vereinigte Staaten | Virtu Cycling Women (2017)                        |
| Marija Nowolodskaja               | 28. Juli 1999      | Russland           |                                                   |
| Jelisaweta Wassiljewna Oschurkowa | 19. Juni 1991      | Russland           | Servetto Footon (2014)                            |
| Edwige Pitel                      | 4. Juni 1967       | Frankreich         | SC Michela Fanini (2017)                          |
| Anastasiia Pliaskina              | 21. Februar 1996   | Russland           |                                                   |
| Sari Saarelainen                  | 1. März 1981       | Finnland           | Maaslandster International Women's Cycling (2018) |
| Olga Sabelinskaja                 | 10. Mai 1980       | Usbekistan         | BePink Cogeas (2017)                              |
|                                   |                    |                    |                                                   |
| Quelle: ProCyclingStats           |                    |                    |                                                   |

## Siege
| Siege    | Siege                                                         | Siege              | Siege  | Siege                | Siege |
| Datum    | Rennen                                                        | Staat              | Klasse | Siegerin             |       |
| -------- | ------------------------------------------------------------- | ------------------ | ------ | -------------------- | ----- |
| 1. Mär.  | Scorpions' Pass TT                                            | Israel             | 1.2    | Antri Christoforou   |       |
| 29. Mär. | Aphrodite Cycling Race ITT                                    | Zypern             | 1.2    | Olga Sabelinskaja    |       |
| 30. Mär. | Aphrodite's Sanctuary Cycling Race                            | Zypern             | 1.2    | Olga Sabelinskaja    |       |
| 25. Apr. | Asian Road Cycling Championships - Women ITT                  | Usbekistan         | CC     | Olga Sabelinskaja    |       |
| 27. Apr. | Asian Road Cycling Championships - Women RR                   | Usbekistan         | CC     | Olga Sabelinskaja    |       |
| 8. Mai   | Zyprische Meisterschaften, Einzelzeitfahren der Frauen        | Zypern             | CN     | Antri Christoforou   |       |
| 7. Jun.  | Chrono Gatineau                                               | Kanada             | 1.1    | Amber Neben          |       |
| 26. Jun. | Russische Meisterschaften, Einzelzeitfahren der Frauen        | Russland           | CN     | Anastasiia Pliaskina |       |
| 27. Jun. | US-amerikanische Meisterschaften, Einzelzeitfahren der Frauen | Vereinigte Staaten | CN     | Amber Neben          |       |